# Agostino II Lodron

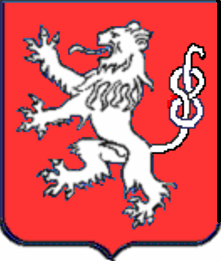
Stemma dei Lodron

Agostino Lodron (1540 – 1570) è stato un nobile italiano, conte della famiglia dei Lodron detti di Castellano, ultimo figlio maschio di Agostino Lodron e futuro ereditario, assieme ai fratelli, del Feudo di Castellano.

## Storia
Figlio di Agostino Lodron e Maddalena Bagarotta Lodron, fu il primogenito di Agostino ed ebbe altri tre fratelli: Felice Lodron, Antonio e Giulia Lodron.
Si arruolò nell'esercito imperiale austriaco e morì circa nel 1570. Il suo cadavere fu portato a Villa Lagarina, dove venne sepolto, dal fratello Felice.